# Андрей Андреев (актьор)
Вижте пояснителната страница за други личности с името Андрей Андреев.
Андрей Игоревич Андреев (Москва, 18 октомври 2010 г.) е руско дете-актьор. Той е известен главно с главната си роля на Сергей Алешков във филма „Солдатик“ (2019).

## Биография
Андрей Андреев е роден на 18 октомври 2010 г. в Москва, първо дете в семейство с големи военни традиции. Посещава Централното музикално училище към Московската консерватория.

## Кариера
Андреев постъпва в Големия детски хор през 2015 г. Година по-късно родителите му го записват в Музикалния театър за млади актьори. Там той става член на театралната трупа и скоро започва да играе главни роли в различни представления. Първата му голяма роля в пиеса е на Вася в „В детската стая“ (В детской).
През 2019 г. е избран да изиграе ролята на младия войник Сергей Алешков във филма „Солдатик“. Андреев, който по това време е само на пет години, изпреварва над 400 други деца кандидати, за да получи ролята. Според режисьора на филма Виктория Фанасютина, Андреев е впечатлил много по-възрастните присъстващи актьори, след като е коригирал всички микрофони на снимачната площадка на филма. Освен това за кастинга той научава наизуст целия сценарий на повече от 100 страници от филма, въпреки че е помолен да запомни само една или две сцени от филма. Той също успява да запази телесните си размери, след като режисьорът обявява, че снимките на филма са отложени. Печели няколко награди и награди на филмови фестивали за изпълнението си във филма.
Изпълнението му във филма му донася няколко роли в други филми. Така има роля в мелодрамата „Счастието – ето...,“ както и в романтичната комедия „Батя“. Той играе Чук във филма „Чук и Гек“, базиран на едноименния руски разказ от 1939 г., написан от съветския детски писател Аркадий Гайдар.
В допълнение към ролята си на актьор и певец, той също се състезава във фигурно пързаляне. Той се класира на трето място в младежко състезание по фигурно пързаляне през 2019 г.

## Филмография
| 2019 | Солдатик                | Сергей Алешков   |
| 2019 | Счастье это...          | Льоша (серия 2)  |
| 2021 | Королевский человек     | Гостът на Юсупов |
| 2021 | Батя                    | Максим           |
| 2021 | Яблоня                  | Серьожа          |
| 2022 | Приключения Чука и Гека | Чук              |